# Surf Curse
Surf Curse est un groupe américain d'Indie et Surf Rock, formé en 2013 à Reno (Nevada). Le groupe se compose de Nick Rattigan à la batterie et au chant, de Henry Dillon à la basse et de Jacob Rubeck et Noah Kholl à la guitare.

## Histoire
Depuis sa formation, le groupe a sorti quatre albums et un EP. Bien qu'ils soient originaires de Reno, ils ont déménagé à Los Angeles, où ils sont devenus partie intégrante de la scène Punk et DIY locale. En 2016, le groupe a joué au Beach Goth festival, organisé par Eric André et The Growlers.

## Membres

### Membres actuels
- Jacob Rubeck – Guitare
- Nick Rattigan – Chant, Batterie
- Noah Kholl - Guitare
- Henry Dillon - Basse

### Musiciens en concerts
- Lillie West - Guitare
- Robert Tilden – Guitare
- Lauren Early - Guitare
- Jackson Katz - Basse

## Discographie

### Albums Studio
- 2013 : Buds[5]
- 2017 : Nothing Yet[6]
- 2019 : Heaven Surrounds You[7]
- 2022 : Magic Hour

### EPs
- 2013 : Sad Boys[8]